# SSHFS
SSHFS는 서버나 워크스테이션에 위치한 디렉토리와 파일을 일반 SSH 연결을 통해 클라이언트가 마운트하고 통신할 수 있게 하는 파일 시스템이다.
FUSE를 사용하는 현재의 SSHFS 구현체는 초기 버전을 다시 작성한 것이다. 이 재개발은 FUSE를 작성한 Miklos Szeredi가 완료했다.

## 같이 보기
- 파일질라
- GVFS
- WinSCP